# Piper asperulibaccum
Piper asperulibaccum är en pepparväxtart som beskrevs av C. Dc.. Piper asperulibaccum ingår i släktet Piper och familjen pepparväxter. Inga underarter finns listade i Catalogue of Life.